# Creueta Blanca
La Creueta Blanca, nom popular de la Creu del Pedró del camí de la Bovera, és una creu de terme de Guimerà (Urgell), situada a 350 metres a ponent de la població, al marge d'un revolt del camí de Guimerà al santuari de la Bovera.

## Descripció
Es tracta d'una creu de pedró. El conjunt és format per peanya quadrangular d'1,3 metres i 60 cm de gruix (en un extrem de la qual figura la inscripció 'Bovera'), sobre la qual s'alça una columna toscana monolítica d'1,95 metres d'alt i 40 cm de gruix a la part ampla. Ve coronada al capdamunt per un cos semicircular de 57 cm d'alt, el qual acull una capelleta de pedra, protegida per una reixa de ferro forjat. En el seu interior, la capelleta allotja una reproducció de la Mare de Déu de la Bovera. També hi ha una placa datada del 1878 que glossa la concessió d'un indult de l'arquebisbe de Tarragona per a aquells que pronunciïn una sèrie de pregàries. Diu: 'Es donen 80 dies d'indulgència a tots d'un i altre sexe que pregant a la sua intenció, rezaren devotament un salve...'.

## Història
Aquesta creu de pedró estava situada al camí d'anada a la Bovera com a pas de pelegrinatge del camí al santuari per fer una parada inicial per a resar. No en va, el camí de Guimerà cap al santuari de la Bovera es troba senyalitzat a través de diferents creus de terme o de pedró amb la mateixa funció. Era la referència per anar als plans de la Bovera i al terme de Verdú i una dita deia; 'Mare de Déu de la Bovera me'n vaig al Pla Bovera si em moro pel camí, veniu-me a recibír'. En fotografies antigues, del 1916, s'aprecia que al capdamunt hi havia una petita creu de ferro que va ser robada i substituïda per una altra creu de ferro més simple que tornà a ser robada. Altrament, a l'interior de la capelleta hi havia una petita talla de la Mare de Déu que ha estat robada també en diverses ocasions.